# Tomlinella lamellata
Tomlinella lamellata is een slakkensoort uit de familie van de Rissoidae. De wetenschappelijke naam van de soort is voor het eerst geldig gepubliceerd in 1960 door Kuroda.